# NGC 2386
NGC 2386 في الفهرس العام الجديد، هي مجرة، تقع في كوكبة التوأمان. اكتشفت في 1 يناير 1876 .

## روابط خارجية
- NGC 2386 على موقع ويكي سكاي: DSS2, SDSS, GALEX, IRAS, Hydrogen α, X-Ray, Astrophoto, Sky Map, Articles and images